# Soumarské rašeliniště (rozhledna)
Soumarské rašeliniště, někdy také označována jako Soumarský most, je rozhledna ležící téměř na konci naučné stezky „Soumarské rašeliniště“ v nadmořské výšce 745 m n. m., cca 5 km západně od Volar, cca 25 km jihozápadně od Prachatic.

## Historie a technická data
Projekt pro vytvoření naučné stezky s rozhlednou byl zpracován již v roce 2005 společností PROGES s.r.o. z Českých Budějovic, bylo také získáno stavební povolení, realizace však musela pro nedostatek financí počkat ještě 6 let. Vznikla díky programu příhraniční spolupráce České republiky a Bavorska. Stavba naučné stezky a vyhlídkové věže byla provedena na podzim 2011 firmou MANE Stavební, s.r.o. z Českých Budějovic, pro veřejnost byla otevřena až na dne 24. 5. 2012. Rozhledna je volně přístupná pouze od června do října.

## Výhled
Poskytuje kruhový výhled ze zastřešeného ochozu ve výšce 6 metrů na Stožec, Knížecí Stolec ve VVP Boletice, hřeben Boubínu, Želnavskou hornatinu a většinu oblasti Soumarského rašeliniště.

### Externí odkaz
- rozhledny.webzdarma.cz/
- rozhledny.kohl.cz/
- Rozhlednovým rájem
- Kudy z nudy
- rozhledna na Mapy.cz